# 火箭帆布鞋/One × Time
《火箭帆布鞋／One × Time》是大塚愛的第17張單曲。由日本艾迴於2008年5月21日發售，並無發行初回版。
該單曲是繼《口袋》後，2008年的第一張單曲。曲風輕快活潑，充滿大塚愛古靈精怪的創意，其封面及音樂錄影帶雖然非常突顯環保愛護地球意識且拍攝手法創新，但奇特意造型在宣傳效果上不盡理想。

## 收錄曲目

### CD
1. 火箭帆布鞋 (04:01)
第五張專輯《LOVE LETTER》收錄曲。
2. One × Time (04:08)
第五張專輯《LOVE LETTER》收錄曲。
3. 天空與鯨魚 (04:44)
4. 火箭帆布鞋（演奏版）(04:00)
5. One × Time（演奏版）(04:06)

### DVD
1. 火箭帆布鞋 Music Clip